# Teodor de Cinòpolis
Teodor de Cinòpolis, en llatí Theodorus, en grec antic Θεόδωρος, fou un retòric grec de data incerta.
Lleó Al·laci va publicar sota el nom de Teodor una Ethopoeia (Ἠθοποιΐα), una col·lecció de discursos ficticis suposadament pronunciats per personatges històrics o poètics, però més tard fou atribuïda a Sever, cosa amb la qual van coincidir alguns erudits.